# مانریک (بازیکن فوتبال)
مانریک (انگلیسی: Christian Manrique؛ زادهٔ ۲ اکتبر ۱۹۹۸) بازیکن فوتبال اهل اسپانیا است.
از باشگاه‌هایی که در آن بازی کرده‌است می‌توان به باشگاه فوتبال اومانیا اشاره کرد.
وی همچنین در تیم ملی فوتبال زیر ۱۹ سال اسپانیا بازی کرده‌است.